# Oscar Leclercq
Oscar Leclercq (1907 - januari 1979) was een Belgisch syndicalist voor het ABVV.

## Levensloop
In 1956 volgde hij Charles Everling op als voorzitter van BBTK, de vakcentrale voor bedienden. Deze functie oefende hij uit tot 1971, zelf werd hij opgevolgd door Maurice Massay.